# Alderneyščina
Alderneyščina (Aoeur'gnaeux ali Âorgnais) je narečje normanščine, ki ga govorijo predvsem na otoku Alderney na Kanalskih otokih. Jezik je močno ogrožen, ker ga govori le še kakih pet ljudi, uradno pa je izumrl leta 1960.